# Tore André Flo
Tore André Flo (født 15. Juni 1973) er en norsk tidligere fodboldspiller. Han er bedst kendt som angriber i engelske Chelsea fra 1997 til 2000 og i skotske Rangers fra 2000 til 2002.